# Шашков, Лука Васильевич
Лука Васильевич Шашков (бел. Лука Васільевіч Шашкоў; 15 октября 1897, Могилевский уезд, Могилевская губерния — 18 июня 1968) —советский педагог, декан исторического (1944—1947) и филологического (1948—1951) факультетов БГУ.

## Биография
Родился 15 октября 1897 года в крестьянской семье в Могилевском уезде. До июля 1916 года работал в хозяйстве отца, учился в школе. В июле 1916 года призван на военную службу, где находился до марта 1918 года.
Летом 1918 года экстерном сдал экзамен на звание учителя и затем в Городищенской начальной школе отработал год. Следующие три года был заведующим волостным отделом народного образования, после — заведующим школьным отделом народного образования. С 1 сентября 1922 по 1 сентября 1926 года учился в Белорусском государственном университете. По окончании университета в течение года директорствовал и преподавал обществознание в Любанской семилетней школе. В 1927 году в связи с тяжелой болезнью жены приехал в Минск, учителем опытной семилетней школы Министерства просвещения БССР работал до ноября 1929 года. Затем до 1930 года в Министерстве просвещения являлся ученым секретарем научно-методического комитета, впоследствии поступил в аспирантуру по педагогике.
В 1933 году окончил аспирантуру и был назначен на работу в научно-исследовательский институт коммунистического воспитания, по совместительству являлся преподавателем в Минском пединституте. В 1937 году ученым советом Московского педагогического института Л. В. Шашкову была присуждена степень кандидата педагогических наук. В октябре того же года перешёл в Белорусский государственный университет. 23 июня 1940 года был утверждён в ученом звании доцента.
Во время Великой Отечественной войны находился в Горьковской области, где некоторое время работал доцентом учительского института, а после его реорганизации перешел на работу в среднюю школу. В марте 1942 года призван в Советскую Армию, где находился до марта 1944 года.
После демобилизации вернулся в Белорусский государственный университет. С 1946 года — заведующий кафедрой педагогики и психологии БГУ. В 1944—1947 гг. — декан исторического факультета, с 1948 по 1951 гг. — декан филологического факультета БГУ. В Белорусском государственном университете продолжал работать до 1961 года.
Умер 18 июня 1968 года. Похоронен на Восточном кладбище в Минске.

## Сочинения
- Основы успешного обучения учащихся в советской школе [Текст] / Белорус. гос. ун-т им. В. И. Ленина. — Минск : Изд-во Белгосун-та, 1959. — 174 с.; 23 см.
- Что нужно делать родителям для успешной учёбы детей [Текст] / Л. В. Шашков, канд. пед. наук ; О-во по распространению полит. и науч. знаний Белорус. ССР. — Минск : Изд-во АН БССР, 1952. — 32 с.; 20 см.